# Verandering van richting
Verandering van richting waren twee artistieke kunstwerken in Amsterdam. Manson heeft ook een kunstwerk geschapen voor de Bijlmerweide, Het heeft volgens de kunstenaar met de Verandering van richting het gezamenlijk thema 
Ontsnapping, niet bang zijn een andere richting in te slaan, openstaan voor nieuwe ideeën.

## Verandering van richting fase 1
Verandering van richting fase 1 ligt sinds 1982 in het Vondelpark, Amsterdam-Zuid. Kunstenaar Maarten Manson liet naast een voetpad in de Slurf twee platen van cortenstaal leggen. De Slurf is dat deel van het Vondelpark dat ligt tussen Stadhouderskade en Vondelbrug.  Deze driehoekige platen hebben het uiterlijk van pijlen, die mensen moeten uitnodigen eens af te wijken van gebaande paden. Indien de wandelaar de pijlen volgt, loopt men meteen het grasland op.

## Verandering van richting fase 2
Verandering van richting fase 2 ligt of lag volgens de kunstenaar in het Floriadepark; een niet bestaand park in Amsterdam. Echter de Floriade 1972 werd in het Amstelpark en Beatrixpark gehouden. Het is onbekend of het kunstwerk daar nog ligt. Aan de hand van een foto op de site van kunstenaar ging het hier om de aanleg van een X-vormige kruising. Een van de diagonalen werd gevormd door een "normaal" doorgaand voetpad. De bijdrage van de kunstenaar werd gevormd door de andere diagonaal en die vrijwel in beide richtingen direct doodloopt. Van het kunstwerk is niets meer terug te vinden.

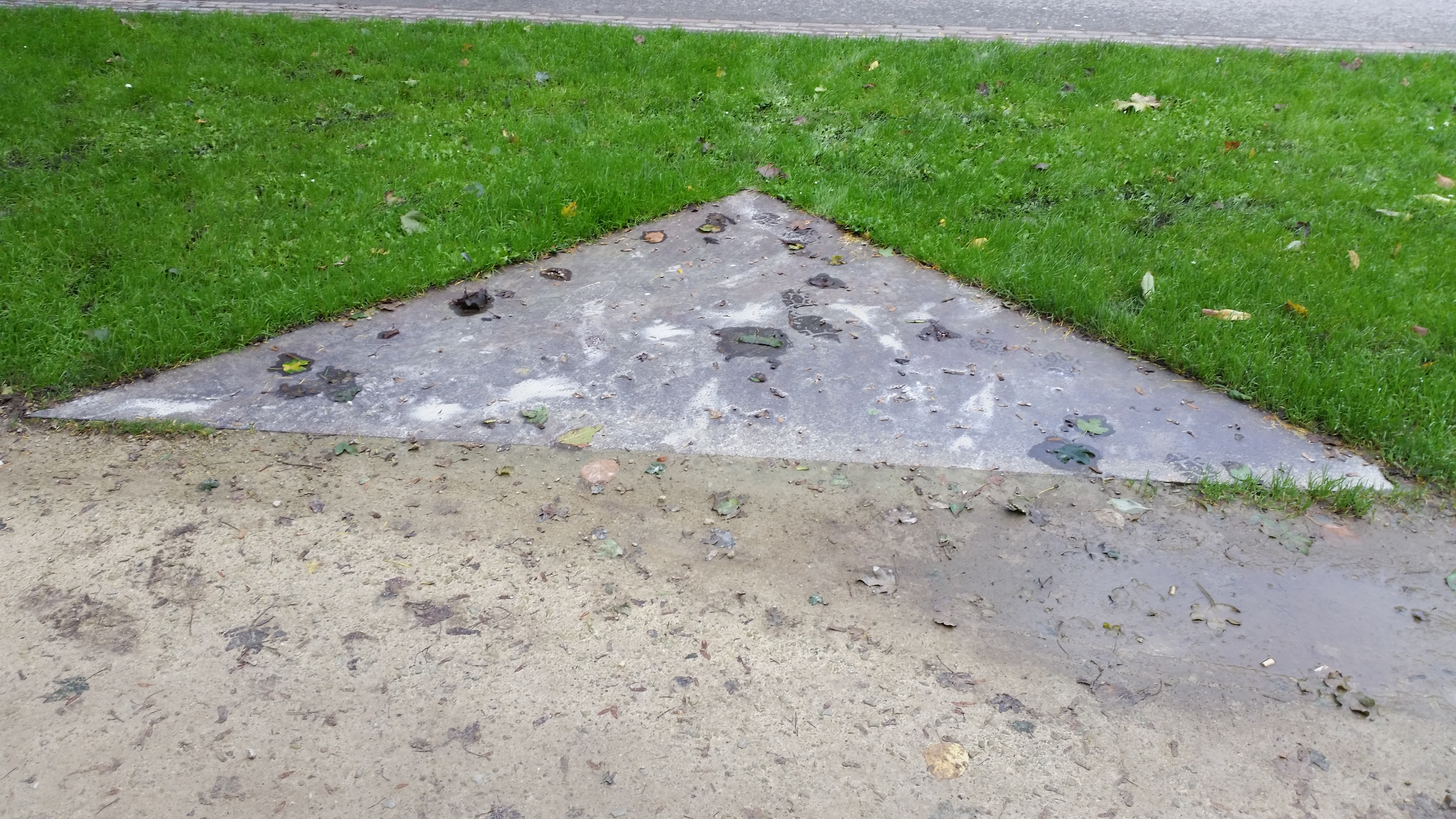
Detail van Verandering van richting fase 1 (oktober 2019)